# Tennis Napoli Cup 1996
Il Tennis Napoli Cup 1996 è stato un torneo di tennis facente parte della categoria ATP Challenger Series nell'ambito dell'ATP Challenger Series 1996. Il torneo si è giocato a Napoli in Italia dal 9 aprile 1996 su campi in terra rossa.

## Vincitori

### Singolare
Félix Mantilla ha battuto in finale  Karim Alami con il punteggio di 6–3, 7–5

### Doppio
Omar Camporese /  Diego Nargiso hanno battuto in finale  Ģirts Dzelde /  Tomas Nydahl con il punteggio di 3–6, 6–4, 7–6